# Ненсі Гаркнесс Лав
Не́нсі Га́ркнесс Лав (14 лютого 1914 — 22 жовтня 1976, англ. Nancy Harkness Love, при народженні Ганна Лінкольн Гаркнесс, англ. Hannah Lincoln Harkness) — американська льотчиця, військовий пілот Другої світової війни.
Народилася в Гаутоні, штат Мічиган, 14 лютого 1914 року в родині заможного лікаря. З дитинства цікавилася авіацією, в 16 років здійснила свій перший політ та отримала ліцензію пілота.
Закінчила Мілтонівську академію, штат Массачусетс, та Коледж Вессера, штат Нью-Йорк. Через своє заповзяття та неспокійну вдачу після першого курсу навчання, у 1932 році, отримала прізвисько «Новачок у небі!» (англ. The Flying Freshman!).
Під час навчання у Вессері заробляла, влаштовуючи польоти на літаку, який орендувала на сусідньому аеродромі.
У травні 1940 р., після початку Другої світової війни, Лав підібрала 49 жінок-льотчиць та звернулася до керівництва повітряних сил із пропозицією створити спеціальний авіаційний корпус із досвідчених пілотів-учасників довоєнних змагань (кожен льотчик мав понад 1000 годин нальоту). За задумом Ненсі Гаркнесс Лав, жінки-льотчиці мали доставляти літаки до військових баз після випуску їх з заводів. План було відхилено через заборону використання жінок у підрозділах, якими не командують жінки-офіцери.

## Довоєнне життя
1936 р. Гаркнесс одружилася із авіапілотом, майором-резервістом Робертом М. Лавом, та разом із чоловіком заснувала в Бостоні власну авіаційну компанію Inter City Aviation.
У 1936—1937 роках Ненсі Гаркнесс Лав брала участь у національних змаганнях з повітряних перегонів, у Лос-Анджелесі та Детройті (друге місце).
У 1937—1938 роках Ненсі працювала в Gwinn Air Car Company льотчиком-випробувачем. Разом із відомим пілотом Френком Хоуком вона випробовувала різні модифікації нових літаків. Серед інновацій були літаки із триколісним шасі, які згодом стали основним стандартом для більшості повітряних суден.

## Друга світова війна
На початку 1942 року Роберт Лав був призваний до армії. 11 березня Ненсі переїхала до місця служби чоловіка, у Вашингтон, де була прийнята на роботу як цивільний службовець до Управління повітряних операція. Ще за кілька місяців вона почала працювати пілотом з перегону транспортних літаків.
Відмінними навичками пілотування Ненсі Гаркнесс Лав зацікавився командир дивізії полковник Вільям Таннер, який дослухався до пропозиції льотчиці використовувати жінок у повітряних силах. Проте новий план також був відхилений вищим командуванням. Але полковник Таннер призначив Лав керівником особливого підрозділу власної дивізії, до якого протягом кількох місяців було залучено 29 пілотів-жінок. У вересні 1942 року перші пілоти-жінки почали переганяти літаки зі штату Делавер.
Із 1942 по червень 1943 року Ненсі Гаркнесс Лав командувала чотирма ескадрильями: в Техасі, Делавері, Мичігані та Каліфорнії.
5 серпня 1943 року підрозділи жінок-пілотів було об'єднано у Women Airforce Service Pilots (WASP), під керівництвом Ненсі Лав. Жінки опанували велику кількість моделей літаків. Сама Лав мала ліцензії на управління 19 типами військових повітряних суден, у тому числі новітні Douglas C-54 Skymaster, B-25 Mitchell, Boeing B-17 Flying Fortress, P-51 Mustang.
До кінця війни Ненсі Гаркнесс Лав працювала над удосконаленням управління військо-повітряними підрозділами.

## Повоєнний період
Наприкінці Другої світової війни Ненсі Гаркнесс Лав отримала відзнаку за підготовку понад 300 жінок-пілотів новітніх військових літаків.
Після війни в родині Ненсі та Роберта Лавів народилося троє дочок, але Ненсі продовжувала працювати в авіаційній промисловості, а також в організаціях, які опікувалися жінками-ветеранами війни.
Після створення у США військово-повітряних сил (1948 р.) Ненсі Лав було присвоєно звання підполковника ВПС запасу.
Ненсі Гаркнесс Лав померла у віці 62 років (1976), не дочекавшись усього трьох років до того, коли на дійсну військову службу у ВПС почали приймати жінок.
В аеропорту округа Нью-Касл, штат Делавер, Ненсі Лав установлено статую-пам'ятник. Ім'я визначної льотчиці внесене до жіночого Залу слави штату Мічиган (1997) та до Національного авіаційного залу слави в Дайтоні, Огайо (2005).